# Carlo Alberto Pari
Carlo Alberto Pari (Fano, 5 gennaio 1956) è un artista marziale italiano.
È il fondatore di un metodo di JuJitsu riconosciuto a livello internazionale denominato JuJitsu Moderno Metodo Pari (JJMMP) a livello nazionale dall'AICS, ente di promozione riconosciuto dal CONI dove ricopre il ruolo (2024) di referente nazionale della disciplina. Il Metodo è stato pioniere assoluto dell’entrata del JuJitsu nello Stato della Repubblica di San Marino nel 2022 attraverso la Federazione Fjlas, deputata dal Comitato Olimpico Nazionale Sammarinese ed è stato pioniere come sport dimostrativo, l'anno successivo ai giochi Mondiali della Confederation Sportive Internationale du Travail (CSIT) riconosciuta dal CIO dal 1896. Dal settembre 2024, è inserito sul sito mondiale della Ju Jitsu International Federation in qualità di: Technical Director Ju Jitsu per la Fjlas, la Federazione deputata dal Comitato Olimpico Nazionale (CONS) per la  Disciplina del Ju jitsu nello Stato della Repubblica di San Marino.  

## Biografia
Giornalista, Criminologo, ha svolto le professioni di Carabiniere, Direttore e Referente Rischi di Territorio nel settore del Credito, Professore universitario in Diritto bancario, Referente di sede d’esami universitaria, Tenente Colonnello Istruttore in corpi di Guardie Particolari Giurate.
Oltre ai titoli di studio in materie economiche e finanziarie, ha acquisito competenze specifiche nelle Scienze Motorie ed in materie affini, fondamentali per la realizzazione di un programma di lavoro riguardante la Disciplina del JuJitsu: Laurea Magistrale in Management dello Sport e delle Attività Motorie; Master Universitario in Posturologia;  Master Universitario in Criminologia Clinica, Penitenziaria, Minorile; Master Universitario in Scienze dell’Alimentazione e dietetica applicata, fabbisogni nutrizionali negli sportivi; diploma Universitario di Qualifica in Difesa Personale, diploma di Perfezionamento Universitario in Naturopatia e Terapie Complementari; qualifiche di livello Europeo: EQF 8º livello "Elite Sport Manager" e EQF 8º livello "Criminology Including Minors" (oltre ad EQF 8º livello "Economy and Finance).  
Ha iniziato la pratica delle Arti Marziali a fine anni '70, ha frequentato corsi di formazione e stage con i migliori Maestri di livello internazionale. Dal 1985 insegna Arti Marziali, nel 1987 diventa Maestro di Karate e qualche anno dopo di JuJitsu. Nel 1993 ha fondato e da allora dirige il "Corso di Formazione e Perfezionamento Tecnico", divenuto il più longevo Corso di Formazione Multidisciplinare delle Arti Marziali Italiane, nel quale sono stati formati ed abilitati all'insegnamento centinaia di tecnici di JuJitsu e Karate sotto l'egida di Enti di Promozione Sportiva Nazionali riconosciuti dal CONI. Nel 1994 è stato  nominato Direttore Tecnico Nazionale Fesik (Federazione Educativa Sportiva Italiana Karate) per la Difesa Personale, carica che ha ricoperto fino al 2000. Nello stesso anno ha fondato il Gruppo AKS diventandone il  Direttore Tecnico. Nel 2001 ha superato uno dei primi corsi Nazionali dell’Unione Italiana Tiro a Segno (UITS), Federazione riconosciuta dal CONI, ed Ente Pubblico posto sotto la vigilanza del Ministero della Difesa (corso poi ripetuto nel 2011) diventando Istruttore Istituzionale Nazionale d’armi da Fuoco. Negli anni ha svolto corsi di abilitazione alle armi per centinaia di Cittadini, Agenti della Polizia Municipale, Guardie Particolari Giurate (GPG). Nel 2002 è stato nominato Direttore Tecnico Nazionale ASI (Ente di Promozione Sportiva riconosciuto dal CONI) per il JuJitsu, nel 2004 Direttore Tecnico Nazionale ASI Tiro a Segno, nel 2007 Direttore Tecnico Nazionale ASI Karate Tradizionale, cariche che ha ricoperto fino al 2013. Nel 2007 è divenuto giornalista iscritto all’ordine,  dopo avere scritto e pubblicato,  per diversi anni, articoli  nella rivista nazionale "Samurai", la più longeva testata delle Arti Marziali italiane. Il rapporto con la rivista non si è mai interrotto, traguardando svariate centinaia di pubblicazioni. Nel 2010 ha realizzato  un programma di JuJitsu chiamato JuJitsu Moderno Metodo Pari, un moderno sistema di difesa personale riconosciuto dalla World JuJitsu Federation (WJJF), dall'AICS e dalla Kuniba Kai International Japan Federation. Nel 2013 è stato nominato Direttore Tecnico Nazionale AICS per le discipline del BuJutsu (arti marziali varie) e successivamente per il JuJitsu. Nel 2015 la Federazione Mondiale WJJF gli ha riconosciuto la prestigiosa qualifica di soke per la realizzazione del programma di JuJitsu. Nel 2020 gli è stata assegnata la cintura nera 9° dan internazionale di Karate dalla Kuniba Kai Japan Bu-Do Federation, affiliata JKF e 9° dan internazionale di JuJitsu dalla WJJF/WJJKO. Nel 2022 il suo metodo di JuJitsu è stato il primo per la Disciplina ad entrare ufficialmente nella Repubblica di San Marino, ammesso alla FJLAS (Federazione Judo Lotta Aikido di San Marino) deputata dal CONS. Nel 2023 il JuJitsu è stato ammesso per la prima volta ai giochi mondiali della CSIT (Confédération sportive internationale du travail) precisamente, il JJMMP, che ha rappresentato l'AICS, ma anche l'Italia, in quanto delegato dalla Federazione deputata dal CONI per la Disciplina (FIJLKAM). Nel 2024 in qualità di Professore, è stato  nominato “valutatore” per la certificazione di Qualifiche Internazionali referenziate ai livelli EQF, per le Discipline Sportive (e non solo) in rappresentanza di Accademia autorizzata EurEthics Etsia partner della Commissione Europea per la certificazione di qualifiche internazionali nello Sport ed in altri settori educativi. Sempre nel 2024 ha ottenuto la prestigiosa nomina di Responsabile per l’Italia della Disciplina del karate, per la Kuniba Kai International Japan Bu Do Federation, una delle più antiche e prestigiose Federazioni internazionali di Arti Marziali, fondata in Giappone nel 1935, facente parte della Japan karate Do Federation, a sua volta parte della World Karate Federation.

## Onorificenze
- Distintivo d’oro Comitato Olimpico Italiano (CONI), Regione Emilia Romagna (2009)
- Stella al merito del Lavoro, Titolo di Maestro del Lavoro (Presidenza della Repubblica, 2015)[5]
- Cavaliere dell’Ordine al Merito della Repubblica Italiana (Presidenza della Repubblica, 2016)[6]
- Palma al Merito Tecnico Sportivo Comitato Olimpico Nazionale Italiano (CONI) Roma (2016)[7]

## Benemerenze
- Attestato di Benemerenza Associazione Nazionale Carabinieri – Roma (2022)